# Saison 6 de Bleach
Cet article présente la saison 6 de Bleach.

## Saison 6
Cette saison a été diffusée du 10 janvier 2007 au 27 juin 2007 (épisodes 110 à 131) sur TV Tokyo. Elle est composée de 22 épisodes.
Le générique d'ouverture intitulé Alones est interprété par le groupe Aqua Timez. Il est essentiellement centré sur Orihime, et son enfermement au Hueco Mundo.
Le premier générique de fin (épisodes 121 à 131) nommé Tsumasaki est interprété par OreSkaBand. Les personnages (Shinigami comme humain) sont habillés de façon civile et humaine.
Le deuxième générique de fin (épisodes 132 à 143) nommé Daidai est interprété par Chatmonchy. Le générique est centré sur les souvenirs d'Orihime.
| No | Titre français                                                     | Titre japonais                          | Titre japonais                                               | Date de 1re diffusion |
| No | Titre français                                                     | Kanji                                   | Rōmaji                                                       | Date de 1re diffusion |
| --- | ------------------------------------------------------------------ | --------------------------------------- | ------------------------------------------------------------ | --------------------- |
| 110 | Les affaires reprennent ! L'étudiant qui fout les chocottes        | ビジネスは再度始まる! 恐れを作る学生    | bijinesu wa sai do hajimaru ! osore o tsukuru gakusei        | 10 janvier 2007       |
| [Chapitres 183-184-185-186] - Au Hueco Mundo, le hollow Grand Fisher se transforme en arrancar avant de partir pour le monde des humains. En parallèle, un nouveau personnage, Shinji Hirako, rejoint le lycée d'Ichigo. Durant une banale purification de hollows, Ichigo est approché par Hirako. Celui-ci lui montre qu'il peut s'équiper d'un masque de hollow et lui demande de rejoindre son groupe, les Vizards. Dans le même temps, Kon, dans le corps d'Ichigo, est attaqué par Grand Fisher tandis qu'Uryû est attaqué par une paire de hollows. Uryû est sauvé par son père, Ryûken Ishida, qui révèle qu'il est également un Quincy. Note : Cet épisode débute l'arc majeur « Les Arrancars ». |                                                                    |                                         |                                                              |                       |
| 111 | Le Choc ! La Vraie Apparence du père                               | 衝撃! 父の本当の出現                    | shoogeki ! chichi no hon a no shutsu gen                     | 17 janvier 2007       |
| [Chapitres 186-187] - Après avoir sauvé son fils de l'arrancar qui l'attaquait, Ryûken propose à Uryû l'opportunité de lui restaurer ses pouvoirs à condition qu'il n'aide plus jamais les Shinigamis. Kon continue de fuir Grand Fisher et, malgré les efforts de Lilin, Kurôdo et Noba pour l'assister, il est facilement rattrapé. Il est finalement sauvé par l'arrivée d'Isshin Kurosaki, révélé comme étant également un Shinigami. Ichigo et Hirako sont impressionnés par son énergie mais ne parviennent pas à le reconnaître. Ichigo décide de partir à sa rencontre et refuse l'invitation d'Hirako. Finalement, Grand Fisher dégaine son Zanpakutô et brise entièrement son masque. Isshin, reconnaissant son adversaire comme un arrancar - un hollow avec des pouvoirs de Shinigami - dégaine aussi son Zanpakutô et abat son ennemi d'une seule attaque, vengeant finalement sa femme.                                                     |                                                                    |                                         |                                                              |                       |
| 112 | Vizards et Arrancars                                               | 戦いの始まり、仮面の軍勢と破面          | Vaizādo to Arankaru                                          | 24 janvier 2007       |
| [Chapitres 188-189] - Kisuke Urahara rejoint Isshin et discute avec lui d'une armée d'arrancars entrain d'être formée par Sôsuke Aizen, des Vizards ainsi que du Hôgyoku qui mettra un an avant de s'éveiller complètement. Hirako retourne au lycée d'Ichigo, l'invitant de nouveau car il sait que le hollow intérieur du jeune Shinigami finira par le submerger s'il ne reçoit pas son aide. Plus tard, Hirako est confronté par Hiyori Sarugaki, une autre Vizard, qui le critique pour avoir échoué à recruter Ichigo. Orihime et Chad confrontent Hirako et Hiyori mais Hirako emmène de force Hiyori avant que celle-ci n'attaque les amis d'Ichigo. Pendant ce temps, Uryû accepte la proposition de son père. |                                                                    |                                         |                                                              |                       |
| 113 | Le Prélude à l'apocalypse. L'Offensive des Arrancars !             | 世界崩壊への序曲、アランカル襲来!       | Sekai Hōkai e no Jokyoku, Arankaru Shūrai !                  | 31 janvier 2007       |
| [Chapitres 190-191-192] - Après sa discussion avec Hirako, Ichigo réalise que son hollow intérieur devient progressivement hors de contrôle ; son hollow intérieur en profite pour le provoquer dans son esprit, lui disant qu'il finira par prendre totalement le contrôle de son corps. Pendant ce temps, deux arrancars arrivent à Karakura : Ulquiorra Cifer et Yammy Riyalgo. Yammy absorbe les âmes des humains à proximité, manquant de tuer Tatsuki, avant d'être défié par Chad et Orihime. Après avoir balayé Chad sans difficulté, il s'apprête à achever Orihime quand Ichigo arrive pour la sauver. |                                                                    |                                         |                                                              |                       |
| 114 | Réunion : Ichigo, Rukia et les Shinigamis                          | 再会、一護とルキア                      | kai goo, ichigo, rukia oyobi shinigami                       | 7 février 2007        |
| [Chapitres 192-193-194-195] - Ichigo utilise son Bankai et Ulquiorra l'identifie comme la cible dont Aizen lui a demandé de se renseigner. Ichigo tranche le bras de Yammy mais est soudain paralysé par l'intervention de son hollow intérieur. Yammy en profite pour battre Ichigo et Orihime avant d'être interrompu par l'arrivée d'Urahara et Yoruichi. Quand Yammy, déjà malmené par Yoruichi, est mis en danger par Urahara, Ulquiorra intervient et rentre au Hueco Mundo avec son camarade, affirmant que son enquête sur Ichigo est terminée. Plus tard, Ichigo est rejoint dans son lycée par une équipe de Shinigamis envoyée pour défendre Karakura des arrancars : Rukia, Renji, Tôshirô Hitsugaya, Rangiku Matsumoto, Ikkaku Madarame et Yumichika Ayasegawa. |                                                                    |                                         |                                                              |                       |
| 115 | Mission ! Les Shinigamis qui sont arrivés                          | 特命！やってきた死神たち                | Tokumei! Yatte kita shinigamitachi                           | 14 février 2007       |
| [Chapitres 196-197] - Après avoir accueilli l'équipe, Ichigo est pris à part par Rukia pour affronter un hollow. Rukia réprime l'incapacité d'Ichigo à défendre ses amis et lui incite à se battre contre son hollow intérieur. Remotivé, Ichigo présente ensuite ses excuses à Orihime pour ne pas avoir su la protéger. À la maison d'Ichigo, Hitsugaya explique les plans d'Aizen pour les arrancars ainsi que les différents types de Menos Grande, les hollows les plus puissants qu'Aizen convoite. Au Hueco Mundo, Ulquiorra et Yammy retournent à leur base et s'apprêtent à faire leur rapport à Aizen et leurs camarades. |                                                                    |                                         |                                                              |                       |
| 116 | Les Yeux du mal, encore Aizen                                      | 悪しき瞳、藍染再び                      | Ashiki hitomi, Aizen futatabi                                | 21 février 2007       |
| [Chapitres 198-199-200] - Dans le monde des humains, Rukia décide d'habiter chez Ichigo tandis que les autres Shinigamis cherchent un endroit où dormir. Rangiku se rend chez Orihime et décide de la réconforter en la voyant triste et jalouse vis-à-vis de Rukia. Au Hueco Mundo, Ulquiorra et Yammy font leur rapport à Aizen mais sont fortement critiqués par plusieurs arrancars, notamment Grimmjow Jaggerjack qui conteste catégoriquement la décision d'Ulquiorra à avoir épargné Ichigo. Mais Aizen valide la décision d'Ulquiorra, ce qui énerve Grimmjow. Celui-ci se rend dans le monde des humains à la tête d'une unité d'arrancars afin de tuer toutes les personnes pourvues d'une énergie spirituelle à Karakura. |                                                                    |                                         |                                                              |                       |
| 117 | La bataille de Rukia commence ! La Lame blanche glaçante !         | ルキア戦闘開始！凍りつく白い刃          | Rukia sentou kaishi! Kooritsuku shiroi ha!                   | 28 février 2007       |
| [Chapitres 200-201-202] - L'unité de Grimmjow se sépare pour chasser leurs cibles plus rapidement. D-Roy Rinker manque de tuer Chad quand Ichigo l'en empêche. Rukia arrive et défie D-Roy. Elle libère son Zanpakutô, Sode no Shirayuki, et tue aisément son adversaire en le gelant. Grimmjow arrive ensuite pour défier Rukia et Ichigo, révélant son rang d'arrancar nº6 ainsi qu'une énergie spirituelle nettement supérieure à celles de Di-Roy. En parallèle, Ikkaku débute un duel contre Edrad Liones, observé par Keigo et Yumichika. |                                                                    |                                         |                                                              |                       |
| 118 | Le Bankai d'Ikkaku ! Le pouvoir qui brise tout !                   | 一角卍解！全てを砕く力                  | Ikkaku bankai! Subete wo kudaku chikara                      | 7 mars 2007           |
| [Chapitres 203-204-205] - Ressentant la force spirituelle de Grimmjow, Rukia dit à Ichigo de fuir mais elle est vaincue en un seul coup par l'arrancar. Ichigo décide d'affronter Grimmjow. Pendant ce temps, Ikkaku défie Edrad Liones, l'arrancar nº13. Après avoir été malmené par le style de combat d'Ikkaku, Edrad libère son Zanpakutô, Volcanica, qui révèle sa véritable forme de hollow, contrairement aux Zanpakutô des Shinigamis qui transforment le sabre. Surpassant désormais Ikkaku, celui-ci est contraint de libérer son Bankai, Ryûmon Hôzukimaru. Ikkaku et Edrad échangent plusieurs coups avant d'utiliser toute leur puissance dans une attaque finale. |                                                                    |                                         |                                                              |                       |
| 119 | L'Histoire secrète de l'équipe de Zaraki ! L'Homme chanceux        | 更木隊秘話！ツイている男たち            | Zaraki tai hiwa! Tsuite iru otoko tachi                      | 21 mars 2007          |
| [Chapitre 206] - Ikkaku se remémore sa première rencontre avec Kenpachi Zaraki lorsqu'il était dans le Rukongai. Kenpachi le bat facilement et enseigne à Ikkaku ses valeurs morales, qui changeront l'attitude blasée de celui-ci. Après que Kenpachi soit devenu capitaine, Ikkaku décide de rejoindre la 11e Division avec Yumichika comme l'un de ses fidèles lieutenants. Plus tard, Ikkaku entraîne Renji, alors recrue de la 11e Division, au combat à l'épée. Après la trahison d'Aizen, Renji demande à Ikkaku de postuler pour l'un des postes vacants de capitaine mais celui-ci refuse car il veut mourir sous les ordres de Kenpachi. De retour au présent, Ikkaku a vaincu Edrad avant d'être félicité par Yumichika pour sa victoire. |                                                                    |                                         |                                                              |                       |
| 120 | L'Éparpillement d'Hitsugaya. Hyôrinmaru brisé                      | 日番谷散る！砕けた氷輪丸                | Hitsugaya chiru! Kudake ta Hyourinmaru                       | 28 mars 2007          |
| [Chapitres 207-208-209] - Hitsugaya défie Shawlong Koufang, l'arrancar nº11, qui le domine malgré l'utilisation de son Bankai. Renji, qui utilise également son Bankai contre Illford Grantz, l'arrancar nº15, est également dépassé. Illford et Shawlong libèrent leurs Zanpakutô ; Shawlong explique comment sont classés les arrancars dans leur armée ainsi que l'existence des Espadas, les dix arrancars les plus puissants dont Grimmjow occupe le rang de nº6. Celui-ci domine clairement Ichigo et l'incite à libérer son Bankai. Pendant ce temps, Rangiku reçoit l'autorisation de la Soul Society pour qu'elle, Renji et Hitsugaya puissent lever leurs limiteurs de puissance. |                                                                    |                                         |                                                              |                       |
| 121 | Clash ! La Protection contre la souffrance                         | 激突！護る者VS被る者                    | Gekitotsu! Mamoru mono VS koumuru mono                       | 11 avril 2007         |
| [Chapitres 210-211-212] - Avec leurs limiteurs de puissance levés, Hitsugaya, Rangiku et Renji battent sans mal leurs adversaires. Pendant ce temps, Ichigo est totalement impuissant face à Grimmjow qui le bat à mains nues. Ichigo utilise un Getsuga Tenshô qui blesse son adversaire à la poitrine mais commence à perdre connaissance à cause de son hollow intérieur. Avant que Grimmjow ne puisse libérer son Zanpakutô, Kaname Tôsen débarque et ordonne à Grimmjow de rentrer avec lui au Hueco Mundo car il a attaqué le monde des humains sans l'autorisation d'Aizen. |                                                                    |                                         |                                                              |                       |
| 122 | Vizard ! La Puissance réveillée                                    | ヴァイザード！目覚めし者たちの力        | VAIZAADO! Mezame shi sha tachi no chikara                    | 18 avril 2007         |
| [Chapitres 213-214-215-216] - Grimmjow est ramené au Hueco Mundo par Tôsen qui demande à Aizen l'autorisation de l'exécuter. Voyant qu'Aizen n'accepte pas sa demande, Tôsen coupe le bras de Grimmjow avant de l'incinérer avec un sort. Aizen rejoint ensuite ses quartiers quand il croise Gin Ichimaru. Aizen avoue avoir fait en sorte de laisser Tôsen punir Grimmjow et n'est pas inquiet d'avoir perdu 5 arrancars. Dans le monde des humains, Ichigo part de chez lui sans rien dire à personne et entre en contact avec les Vizards pour contrôler son hollow intérieur. Croyant pouvoir obtenir l'aide des Vizards par la force, Ichigo défie Hirako avant d'être interrompu par Hiyori, qui s'équipe de son masque de hollow pour défier Ichigo. Dans le même temps, Uryû s'entraîne avec son père tandis que Chad demande à Urahara de l'entraîner.                                                                                          |                                                                    |                                         |                                                              |                       |
| 123 | Ichigo, hollowfication totale ?!                                   | 一護、完全ホロウ化!?                    | Ichigo, kanzen hollow ka!?                                   | 25 avril 2007         |
| [Chapitres 216-217-218] - Avec son masque de hollow, Hiyori domine Ichigo, qui ne veut pas libérer son Bankai. Finalement, Ichigo s'évanouit et son hollow intérieur prend le contrôle de son corps, forçant les Vizards à le stopper avant qu'il ne puisse blesser Hiyori. Après un entraînement visant à constater l'énergie spirituelle d'Ichigo, Hirako endort le jeune Shinigami et l'envoie dans son monde intérieur pour qu'il y affronte son hollow. Dans le monde réel, le corps d'Ichigo commence à se métamorphoser en hollow tandis que les Vizards l'affrontent chacun leur tour pour le distraire. En parallèle, les conséquences du départ inattendu d'Ichigo se reflètent sur sa famille. |                                                                    |                                         |                                                              |                       |
| 124 | Clash ! Bankai noir et Bankai blanc ?                              | 激突！黒い卍解と白い卍解                | Gekitotsu! Kuroi bankai to shiroi bankai                     | 2 mai 2007            |
| [Chapitres 219-220-221] - Dans son monde intérieur, Ichigo se bat contre son hollow tandis que, dans le monde réel, les Vizards doivent retenir le hollow qui a pris le contrôle du corps d'Ichigo. Ichigo et son hollow libèrent tous deux leur Bankai et continuent leur duel. Au cours de l'affrontement, Ichigo est attaqué par des manifestations de Byakuya et Jin Kariya. Finalement, le hollow brise l'épée d'Ichigo, déclarant qu'il n'a aucune intention de servir quelqu'un qui n'a aucun instinct pour le combat. |                                                                    |                                         |                                                              |                       |
| 125 | Annonce urgente ! Le Plan terrifiant d'Aizen !                     | 緊急報告！藍染の恐るべき計画            | Kinkyuu houkoku! Aizen no osorubeki keikaku!                 | 9 mai 2007            |
| [Chapitres 221-222-223] - Après une conversation avec la manifestation de Kenpachi, Ichigo est capable de saisir l'épée du hollow et de le transpercer avec, gagnant finalement le contrôle sur son hollow intérieur qui, acceptant sa défaite, le prévient de ne pas mourir s'il ne veut pas perdre à nouveau le contrôle sur lui. Pendant ce temps, le capitaine général Yamamoto prend contact avec Hitsugaya et révèle l'objectif d'Aizen après une enquête au Central 46. Aizen, désirant probablement tuer le Roi Spirituel — le monarque de la Soul Society — compte créer un Ôken, une clé permettant d'accéder au Palais Royal, une dimension isolée du reste de la Soul Society. Pour cela, il compte sacrifier Karakura et ses quelque 100 000 habitants. Au magasin d'Urahara, Chad est entrainé par Renji tandis qu'Uryû poursuit son entraînement avec son père. Après avoir informé Hitsugaya, Yamamoto laisse Hinamori parler à celui-ci. |                                                                    |                                         |                                                              |                       |
| 126 | Uryû contre Ryûken ! Clash entre les Quincys père et fils          | 雨竜VS竜弦！激突クインシー親子          | Uryū VS Ryūken! Gekitotsu kuinshī oyako                      | 16 mai 2007           |
| [Chapitres 224-225-226] - Hinamori parle à Hitsugaya et supplie son ami d'enfance de sauver Aizen, persuadée qu'il est manipulé par Ichimaru. Yamamoto endort la vice-capitaine. À Karakura, plusieurs entraînements se déroulent : Ichigo apprend à garder son masque plus longtemps grâce à Hiyori, Chad renforce la puissance de son bras grâce à Renji et Uryû est sans cesse attaqué par son père. Celui-ci a volontairement épuisé son fils pendant plus d'une semaine avant de lui tirer une flèche dans la poitrine. Uryû a récupéré ses pouvoirs de Quincy. En parallèle, Orihime trouve la base cachée des Vizards et entre sans difficulté malgré la barrière qui la protégeait. Elle informe Ichigo des plans d'Aizen. |                                                                    |                                         |                                                              |                       |
| 127 | La Décision d'Urahara, les pensées d'Orihime                       | 浦原の決断、織姫の想い                  | Urahara no ketsudan, Orihime no omoi                         | 30 mai 2007           |
| [Chapitres 227-228-229] - Avec l'esprit d'attaque d'Orihime, Tsubaki, qui a été détruit par Yammy, Urahara prévient Orihime qu'elle ne participera à la prochaine bataille contre les arrancars. Bien que frustrée de ne pas pouvoir se battre avec ses amis, elle accepte la décision d'Urahara ; mais Rukia, totalement opposée à la décision d'Urahara, la remotive à participer à la bataille. Plus tard, le Vizard Hachigen Ushôda reconstruit Tsubaki. En parallèle, Yammy se fait finalement suturer son bras précédemment tranché, révélant qu'il est l'Espada nº10. Il est rejoint par Ulquiorra, qui lui révèle que Grimmjow a été banni des Espadas après avoir perdu son bras. Pendant ce temps, Aizen s'intéresse de plus en plus aux pouvoirs d'Orihime. |                                                                    |                                         |                                                              |                       |
| 128 | Le Cauchemar Arrancar ! L'équipe Hitsugaya entre en jeu !          | 悪夢のアランカル！日番谷隊出撃          | Akumu no ARANKARU! Hitsugaya tai shutsugeki                  | 6 juin 2007           |
| Tôshirô, Rangiku, Yumichika et Ikkaku protègent l'âme d'un petit garçon, Shôta, d'un pseudo-arrancar. Note : Cet épisode est un filler. |                                                                    |                                         |                                                              |                       |
| 129 | La Descente en piquée du sombre émissaire : Le mal se propage !    | 暗い使者の突き刺される降下: 悪は広がる! | Kurai tsuka mono no tetsuka sasu o moto : waru wa hirogaru ! | 13 juin 2007          |
| Le pseudo-arrancar peut se multiplier pendant que Shôta retrouve l'âme de sa sœur Yûhi. Note : Cet épisode est un filler. |                                                                    |                                         |                                                              |                       |
| 130 | L'Ennemi invisible ! L'Impitoyable décision de Hitsugaya           | 見えない敵！日番谷、非情な決断          | Mie nai teki! Hitsugaya, hijou na ketsudan                   | 20 juin 2007          |
| Avec les informations d'Akon, Tôshirô comprend que le pseudo-arrancar utilise Yûhi. Note : Cet épisode est un filler. |                                                                    |                                         |                                                              |                       |
| 131 | Les Larmes de Rangiku. Le Départ douloureux du frère et de la sœur | 乱菊の涙、哀しき兄妹の別れ              | Rangiku no namida, kanashiki kyoudai no wakare               | 27 juin 2007          |
| Tôshirô et Rangiku parviennent à vaincre le pseudo-arrancar. Shôta est réconforté par Rangiku et rejoint sa sœur à la Soul Society. Note : Cet épisode est un filler. |                                                                    |                                         |                                                              |                       |